# 盧懷忠
卢怀忠（919年—967年），瀛州河間县（治今河北省河间市）人，五代後漢至北宋时期将领。
年轻时有膂力，善于騎射。後漢乾祐元年（948年），寓居河中，李守貞作乱，郭威包围河中城，卢怀忠在夜間翻城出来拜见郭威，献上攻城策略。郭威攻克河中，以卢怀忠担任供奉官。後周广順二年（952年）慕容彦超作乱，卢怀忠随军征討。显德元年（954年）担任監沂州軍。显德五年（958年）率軍攻克南唐的海州。显德六年（959年）周世宗北征，派遣卢怀忠視察行軍道路。益津关、瓦桥关攻克，卢怀忠转如京副使。
北宋建隆元年（960年）担任内酒坊副使。建隆三年（962年）宋太祖趙匡胤以朗州軍乱，派遣卢怀忠出使荊南，探听荊南情勢。卢怀忠出使结束后归国，報告荊南有兵不过三万，百姓苦于横征暴敛。乾德元年（963年），趙匡胤以出兵攻打湖南周保权为借口，向荊南借道，乘机攻取。卢怀忠为前軍步軍都監，参与征伐。宋軍平定荊南、湖南，卢怀忠以功升为内酒坊使。
乾德二年（964年）卢怀忠判四方館事，知江陵府。乾德三年（965年），宋軍攻击後蜀，卢怀忠在江陵扼守長江流域之三峡，为宋軍提供補給。转客省使。乾德五年（967年）出使南唐，归国途中得病，以肩輿抬回開封。趙匡胤派遣医者送药，不久去世。享年四十九岁。其子盧熙官至校書郎。